# Victor Basch
Basch Viktor Vilém, eller Victor Guillaume Basch (født 18. august 1863 i Budapest, død 10. januar 1944) var en fransk æstetiker og socialradikal journalist og politiker.
Basch var professor ved Sorbonne og vicepræsident i Ligue des droits de l'homme. Blandt hans skrifter kan nævnes Essai crituque sur l'esth'tique de Kant (1895), La poétique de Schiller (1898) og Études d'esteétiqie dramatique (1920).